# Първан Бянов
Първан Петров Бянов (среща се и като Боянов) е български адвокат, политик, кмет на Варна 1930-1932 г.

## Биография
Роден е през 1880 година в Силистра. 
Син на Петър Бянов (или Бенов) - виден гражданин, депутат в Учредителното събрание в Търново през 1879 г.
Завършва право и започва работа в Силистренския окръжен съд. През 1919 е назначен за председател на Варненския окръжен съд. За кратко работи и като прокурор в Неврокоп. От 1929 година става общински съветник във Варна. 
За кмет на Варна е избран на 11 април 1930 година.
През неговия мандат почти се завършва регулирането на улиците в старата част на града. Изработват се дворните регулации по плана на кв."Сев-Севмес" (днес кв. Аспарухово) и Пекаревия квартал (към курортен комплекс "Св. св. Константин и Елена"). Изграждат се мостове за свързване на отделни части в града и извън него. Общината сключва заем за строеж на жилища. Увеличава средствата за подпомагане на бедни и болни граждани.
По неговото управление започва по-активно залесяване на околностите на Варна, пускат се увеселителни влакове с 50 процента намаление за летовниците. След края на мандата си продължава адвокатската си кариера.
На следващите избори за кмет през март 1932 г. е сменен от Асен Брусев.
| „            | Ако Варна иска да върви по пътя на модерните европейски градове, ще трябва да последва примера им - чрез дългосрочни заеми да изгради своето благоустройство. | “ |
| Първан Бянов | |   |